# Physaria scrotiformis
Physaria scrotiformis är en korsblommig växtart som beskrevs av O'kane. Physaria scrotiformis ingår i släktet Physaria och familjen korsblommiga växter. Inga underarter finns listade i Catalogue of Life.